# Henna (navire)
Cet article concerne un paquebot. Pour la compagnie aérienne, voir Pacific Sun (compagnie aérienne).
Le Henna est un navire de croisière construit en 1985 par les chantiers Kockums Varv de Malmö, en Suède, pour la compagnie Carnival Cruise Lines qui le met en service à l’été 1986 sous le nom de Jubilee. Il navigue ensuite sous les couleurs de la P & O Cruises Australia avec le nom de Pacific Sun avant d’être vendu, en 2011, au consortium chinois HNA Group qui le renomme Henna. Désarmé en 2016, il est vendu à la casse, sous le nom de Hen, au printemps 2017. Il est détruit à Alang, en Inde, cette même année.

## Histoire

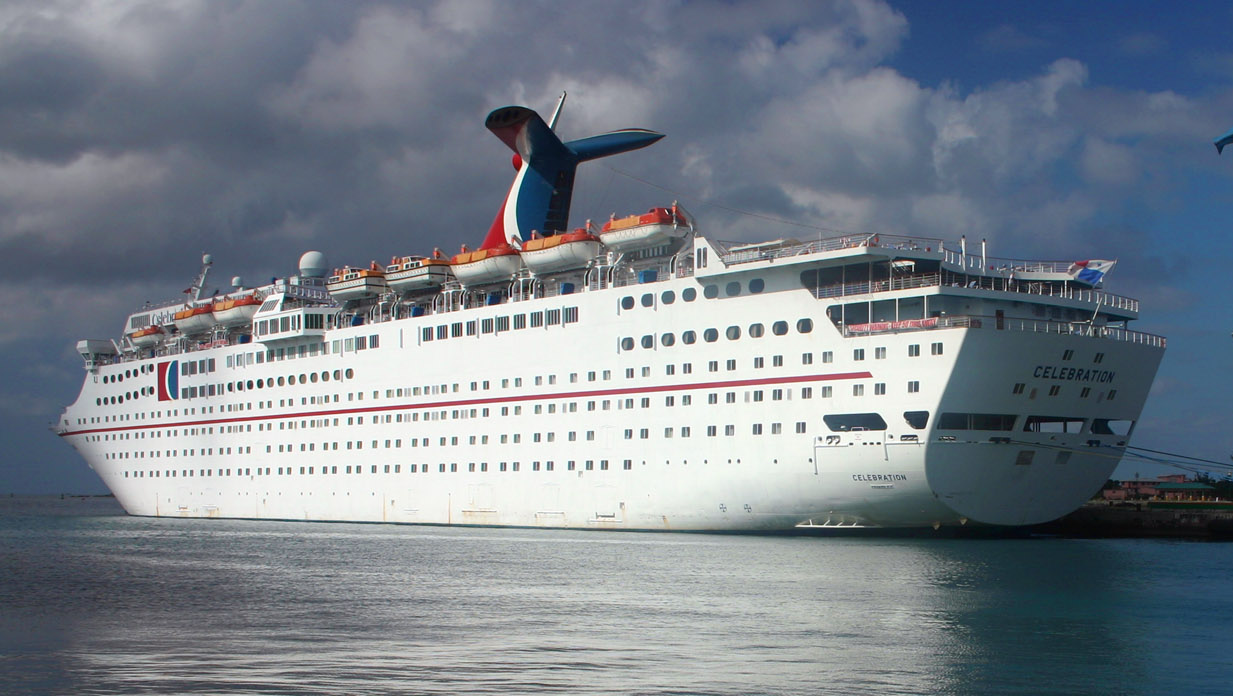
Le Celebration, l’un de ses navires jumeaux, à Nassau en décembre 2005.

Le Henna est un navire de croisière construit en 1985 par les chantiers Kockums Varv de Malmö, en Suède, pour la compagnie Carnival Cruise Lines qui le met en service en juillet 1986 sous le nom de Jubilee. Il effectue alors des croisières dans les Caraïbes au départ de Miami.

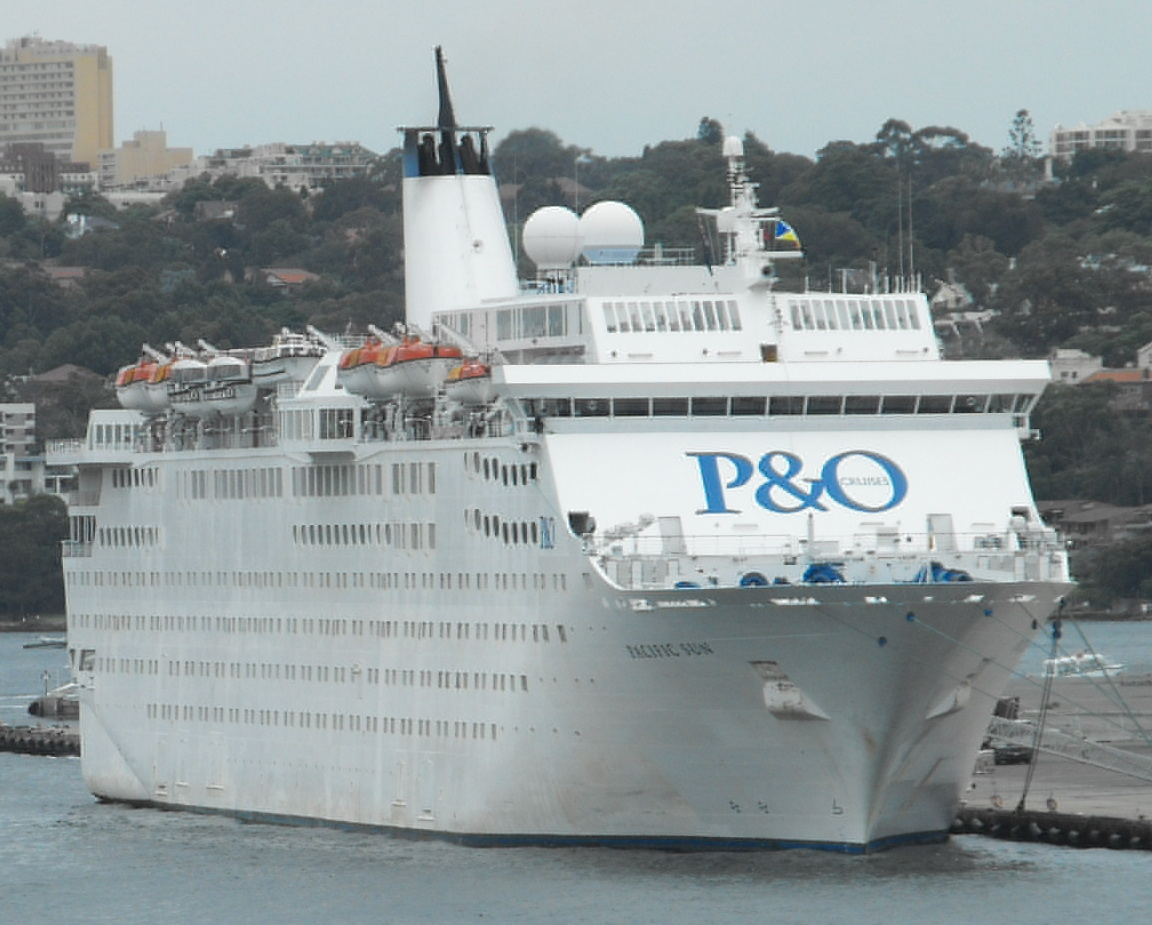
Le Pacific Sun à Sydney en 12 2010.

En septembre 2004, il est transféré à la flotte de la P & O Cruises Australia et prend le nom de Pacific Sun. Il navigue alors au départ de Sydney en direction de la Nouvelle-Zélande.
En août 2009, alors qu’il se trouve à l’ouest de la Nouvelle-Zélande, il est pris dans une tempête. On compte quelques centaines de blessés dont 23 graves.
En novembre 2011, le navire est racheté par le consortium chinois HNA Group qui le renomme Henna. Il assure alors des croisières pour le marché chinois.
Il est désarmé en 2016 et mis en vente. Il est alors acquis par un chantier de démolition navale et prend le nom de Hen.
Il est échoué à Alang en avril 2017 et détruit.

## Sister-ships
Il a deux sister-ships :
- le Celebration (IMO 8314134), mis en service en mars 1987 et naviguait jusqu'en mars 2020 sous le nom de Grand Celebration pour la compagnie Bahamas Paradise Cruise Line. Il est en cours de démantèlement.
- le Holiday (IMO 8217881), mis en service en juillet 1985 et actuellement en service sous le nom de Magellan pour la compagnie Cruise & Maritime Voyages.